# The Yellow Wallpaper
The Yellow Wallpaper is een kort verhaal geschreven door de Amerikaanse auteur Charlotte Perkins Gilman dat voor het eerst gepubliceerd werd in januari 1892 in The New England Magazine. Het verhaal wordt beschouwd als een belangrijk vroeg werk in de Amerikaanse feministische literatuur en belicht de houdingen ten opzichte van de mentale en fysieke gezondheid van vrouwen in de negentiende eeuw. Het vertelt het verhaal van een vrouw die, onderworpen aan de "rustkuur" door haar arts-echtgenoot, geïsoleerd raakt in een bovenkamer met geel behang, wat leidt tot haar langzame afdaling in waanzin.

## Externe Links
- The Yellow Wallpaper